# Hebesfenorrotonda triangular
En geometría, la hebesfenorrotonda triangular es uno de los sólidos de Johnson (J92). Es uno de los sólidos de Johnson elementales que no se obtienen a partir de manipulaciones de "cortado y pegado" de sólidos platónicos y arquimedianos. Sin embargo, presenta una fuerte relación con el icosidodecaedro, que es un sólido arquimediano. Lo más característico es el grupo de tres pentágonos y cuatro triángulos situados en una parte del sólido. Si estas caras están alineadas con un grupo congruente de caras en el icosidodecaedro, entonces la cara hexagonal estará en el plano situado a medio camino entre dos caras triangulares opuestas del icosidodecaedro.
La hebesfenorrotonda triangular es el único sólido de Johnson que tiene caras de 3, 4, 5 y 6 lados. Los 92 sólidos de Johnson fueron nombrados y descritos por Norman Johnson en 1966.